# Limonia tanakai
Limonia tanakai là một loài ruồi trong họ Limoniidae. Chúng phân bố ở miền Cổ bắc.